# 伊斯利斯山隧道
伊斯利斯山隧道是瑞士的一座双洞隧道，承载瑞士A4高速公路穿过伊斯利斯山，靠近阿爾高州伊斯利斯貝格，但全路线都在苏黎世州阿福爾特恩區境内，全长4680米，2003年开工，2009年通车。